# Gastrotheca dunni
Gastrotheca dunni é uma espécie de anfíbio da família Hemiphractidae.
É endémica da Colômbia.
Os seus habitats naturais são: regiões subtropicais ou tropicais húmidas de alta altitude, campos de altitude subtropicais ou tropicais, marismas de água doce, marismas intermitentes de água doce, terras aráveis, pastagens, plantações, jardins rurais, florestas secundárias altamente degradadas, lagoas e terras irrigadas.